# リアル・ゴーン
リアル・ゴーン（Real Gone）は、トム・ウェイツが2004年に発表したアルバム。

## 解説
トムのアルバムとしては初めて、ピアノが全く使用されず、鍵盤楽器も「サーカス」でトム自身がチェンバレンを弾いているのみ。トムの息子のケイシーが、「トップ・オブ・ザ・ヒル」「メトロポリタン・グライド」でターンテーブルを担当している他、ドラムス等も演奏している。
「デイ・アフター・トゥモロウ」は、1人の兵士の視点で歌われた反戦歌で、ジョン・フランズバーグ（ゼイ・マイト・ビー・ジャイアンツ）が「moveon.org」「music for america」といった非営利政治団体と共同企画したチャリティ・アルバム『Future Soundtrack for America』（2004年8月、日本未発売）で先行発表されていた。2006年にはドキュメンタリー映画『The Ground Truth』でも使用される。同曲は、allmusic.comにおいて「ここ十年では最も洞察力と思慮深さに満ちた反戦歌」と評された。
「デッド・アンド・ラヴリー」は、トムが俳優として出演した2006年の映画『Wristcutters: A Love Story』で使用された。

## 収録曲
全曲トム・ウェイツとキャスリーン・ブレナンの共作。
1. トップ・オブ・ザ・ヒル - "Top of the Hill" - 4:55
2. ホイスト・ザット・ラグ - "Hoist That Rag" - 4:20
3. シンズ・オブ・マイ・ファーザー - "Sins of My Father" - 10:36
4. シェイク・イット - "Shake It" - 3:52
5. ドント・ゴー・イントゥ・ザット・バーン - "Don't Go into That Barn" - 5:22
6. ハウズ・イット・ゴナ・エンド - "How's It Gonna End" - 4:51
7. メトロポリタン・グライド - "Metropolitan Glide" - 4:13
8. デッド・アンド・ラヴリー - "Dead and Lovely" - 5:40
9. サーカス - "Circus" - 3:56
10. トランプルド・ローズ - "Trampled Rose" - 3:58
11. グリーン・グラス - "Green Grass" - 3:13
12. ベイビー・ゴナ・リーヴ・ミー - "Baby Gonna Leave Me" - 4:29
13. クラング・ブーム・スティーム - "Clang Boom Steam" - 0:46
14. メイク・イット・レイン - "Make It Rain" - 3:39
15. デイ・アフター・トゥモロー - "Day After Tomorrow" - 6:56
16. チック・ア・ブーン - "Chickaboom" - 1:17

## カヴァー
- 「トランプルド・ローズ」は、ロバート・プラントとアリソン・クラウスがアルバム『レイジング・サンド』（2007年）で取り上げた。

## 参加ミュージシャン
- トム・ウェイツ - ボーカル、ギター、チェンバレン、パーカッション、シェイカー
- マーク・リボー - ギター、バンジョー、シガー・ボックス・バンジョー
- ハリー・コーディ - ギター、バンジョー
- ラリー・テイラー - ベース、ギター
- レス・クレイプール - ベース
- ケイシー・ウェイツ - ドラムス、ターンテーブル、パーカッション、手拍子
- ブレイン - パーカッション、手拍子
- マーク・ハワード - ベル、手拍子
- トリーシャ・ウィルソン - 手拍子